# Formel 1-VM 2025
Formel 1-VM 2025 är den sjuttiosjätte säsongen av Fédération Internationale de l'Automobile:s världsmästerskap för formelbilar, Formel 1. Mästerskapet planeras att tävlas över 24 Grand Prix, lika många som säsongen innan.

## Stall och förare
Följande stall och förare är kontrakterade att delta i Formel 1-VM säsongen 2025. Pirelli kommer att leverera däck till alla stall. Varje team är ålagda att ha minst två förare, en för varje av de två obligatoriska bilarna.
| Stall                              | Konstruktör                  | Chassi   | Motorenhet | Förare | Förare            | Lopp |
| Stall                              | Konstruktör                  | Chassi   | Motorenhet | Nr.    | Namn              | Lopp |
| ---------------------------------- | ---------------------------- | -------- | ---------- | ------ | ----------------- | ---- |
| BWT Alpine F1 Team                 | Alpine-Renault               | A525     | Renault    | 10     | Pierre Gasly      | 1–   |
| BWT Alpine F1 Team                 | Alpine-Renault               | A525     | Renault    | 43     | Franco Colapinto  | 7–   |
| BWT Alpine F1 Team                 | Alpine-Renault               | A525     | Renault    | 7      | Jack Doohan       | 1–6  |
| Aston Martin Aramco F1 Team        | Aston Martin Aramco-Mercedes | AMR25    | Mercedes   | 14     | Fernando Alonso   | 1–   |
| Aston Martin Aramco F1 Team        | Aston Martin Aramco-Mercedes | AMR25    | Mercedes   | 18     | Lance Stroll      | 1–   |
| Scuderia Ferrari HP                | Ferrari                      | SF-25    | Ferrari    | 16     | Charles Leclerc   | 1–   |
| Scuderia Ferrari HP                | Ferrari                      | SF-25    | Ferrari    | 44     | Lewis Hamilton    | 1–   |
| Moneygram Haas F1 Team             | Haas-Ferrari                 | VF-25    | Ferrari    | 31     | Esteban Ocon      | 1–   |
| Moneygram Haas F1 Team             | Haas-Ferrari                 | VF-25    | Ferrari    | 87     | Oliver Bearman    | 1–   |
| Stake F1 Team Kick Sauber          | Kick Sauber-Ferrari          | C45      | Ferrari    | 27     | Nico Hülkenberg   | 1–   |
| Stake F1 Team Kick Sauber          | Kick Sauber-Ferrari          | C45      | Ferrari    | 5      | Gabriel Bortoleto | 1–   |
| McLaren F1 Team                    | McLaren-Mercedes             | MCL39    | Mercedes   | 4      | Lando Norris      | 1–   |
| McLaren F1 Team                    | McLaren-Mercedes             | MCL39    | Mercedes   | 81     | Oscar Piastri     | 1–   |
| Mercedes-AMG Petronas F1 Team      | Mercedes                     | F1 W16   | Mercedes   | 63     | George Russell    | 1–   |
| Mercedes-AMG Petronas F1 Team      | Mercedes                     | F1 W16   | Mercedes   | 12     | Kimi Antonelli    | 1–   |
| Visa Cash App Racing Bulls F1 Team | Racing Bulls-Honda RBPT      | VCARB 02 | Honda RBPT | 22     | Yuki Tsunoda      | 1–2  |
| Visa Cash App Racing Bulls F1 Team | Racing Bulls-Honda RBPT      | VCARB 02 | Honda RBPT | 6      | Isack Hadjar      | 1–   |
| Visa Cash App Racing Bulls F1 Team | Racing Bulls-Honda RBPT      | VCARB 02 | Honda RBPT | 30     | Liam Lawson       | 3–   |
| Oracle Red Bull Racing             | Red Bull Racing-Honda RBPT   | RB21     | Honda RBPT | 30     | Liam Lawson       | 1–2  |
| Oracle Red Bull Racing             | Red Bull Racing-Honda RBPT   | RB21     | Honda RBPT | 22     | Yuki Tsunoda      | 3–   |
| Oracle Red Bull Racing             | Red Bull Racing-Honda RBPT   | RB21     | Honda RBPT | 1      | Max Verstappen    | 1–   |
| Atlassian Williams Racing          | Williams-Mercedes            | FW47     | Mercedes   | 23     | Alexander Albon   | 1–   |
| Atlassian Williams Racing          | Williams-Mercedes            | FW47     | Mercedes   | 55     | Carlos Sainz Jr.  | 1–   |
| Källor:                            |                              |          |            |        |                   |      |

### Förare i träningspassen
Varje stall var tvunget att vid minst två tillfällen under säsongen låta en förare som kört som mest två lopp köra under träningspassen.
| Konstruktör                  | Nr. | Förare           | Lopp   |
| ---------------------------- | --- | ---------------- | ------ |
| Alpine-Renault               | 62  | Ryō Hirakawa     | 3      |
| Aston Martin Aramco-Mercedes | 34  | Felipe Drugovich | 4, 14  |
| Ferrari                      | 38  | Dino Beganovic   | 4, 11  |
| Haas-Ferrari                 | 50  | Ryō Hirakawa     | 4, 9   |
| McLaren-Mercedes             | 89  | Alexander Dunne  | 11     |
| Mercedes                     | 72  | Frederik Vesti   | 4      |
| Red Bull Racing-Honda RBPT   | 37  | Ayumu Iwasa      | 4      |
| Red Bull Racing-Honda RBPT   | 36  | Arvid Lindblad   | 12     |
| Kick Sauber-Ferrari          | 97  | Paul Aron        | 12, 14 |
| Williams-Mercedes            | 46  | Luke Browning    | 4      |
| Williams-Mercedes            | 45  | Victor Martins   | 9      |
| Källa:                       |     |                  |        |

### Teamändringar
RB kommer istället att ha namnet Racing Bulls som team- och konstruktörsnamn.

### Förarändringar
Lewis Hamilton kommer att lämna Mercedes efter tolv säsonger, och istället gå till Ferrari där han ersätter Carlos Sainz Jr., som i sin tur kommer att köra för Williams efter fyra säsonger i Ferrari. Sainz kommer att ersätta Logan Sargeant, vars kontrakt bröts halvvägs under säsongen 2024, då han ersattes av Franco Colapinto under resten av säsongen. Hamilton kommer att ersättas av Andrea Kimi Antonelli.
Haas kommer att ha två nya förare till säsongen 2025; Nico Hülkenberg kommer att lämna teamet och istället gå till Sauber, som han körde för 2013. Han kommer ersättas av deras reservförare Oliver Bearman, som innan kört i Formel 2, samt tre Formel 1-lopp under föregående säsong. Kevin Magnussen kommer också att lämna teamet efter totalt sju säsonger över två stinter. Han kommer ersättas av Esteban Ocon, som kommer att lämna Alpine efter fem säsonger. Ocon kommer att ersättas av Alpines reservförare Jack Doohan, som senast tävlade i F2 under 2023 och i Abu Dhabis Grand Prix 2024, där han ersatte just Ocon. Valtteri Bottas och Zhou Guanyu kommer båda att lämna Sauber efter tre år. Gabriel Bortoleto kommer att köra för Sauber tillsammans med Hülkenberg.
Sergio Pérez kommer att lämna Red Bull Racing efter fyra säsonger, trots att han ursprungligen haft kontrakt till och med säsongen 2026. Han kommer att ersättas av Liam Lawson, som befordras från Racing Bulls efter fem Grand Prix säsongen 2023 (då teamet hette AlphaTauri), och sex Grand Prix 2024. Red Bull Racings reservförare, Isack Hadjar befordrades till att ta Lawsons plats i Racing Bulls.

#### Förarändringar under säsongen
Inför Japans Grand Prix 2025 meddelades det att Liam Lawson i Red Bull Racing ersätts av Yuki Tsunoda under resten av säsongen, och att han istället kommer att köra för Racing Bulls.
Inför Emilia-Romagnas Grand Prix 2025 meddelades det att Jack Doohan i Alpine ersätts av Franco Colapinto i åtminstone 5 lopp.

## Regeländringar
Förarnas minimivikt har ökats från 80 kg till 82 kg. Som en konsekvens av detta har bilens totalvikt utan bränsle ökats från 798 kg till 800 kg.
En förarkylningssats kommer att introduceras inför säsongen 2025. Systemet kommer endast att beordras av FIA under extrema värmeförhållanden, med bilarnas minimivikt ökad i motsvarande mån när det är tillämpligt. Detta för att undvika en upprepning av förarens överhettning vid Qatars Grand Prix 2023. När FIA förutspår en temperatur över 30,5°C kommer en "värmefara" att deklareras. Detta kommer att kräva att teamen utrustar förarna med sina kylsystem, och minimivikten kommer att höjas med 5 kilo för att kompensera för utrustningen.
Bakvingens slitsavstånd mellan de två lägena för DRS kommer att ändras, med minsta avståndet reducerat. FIA kommer också att skärpa reglerna för DRS-lägena, och säger att det bara får finnas två positioner, och att avslutandet av tillämpningen av DRS måste returnera vingen exakt som definierat till det initiala läget.
Poängen som tilldelas förare som slutar på de tio bästa placeringarna för det snabbaste varvet i loppet, som återinfördes 2019, kommer att avskaffas.

## Tävlingskalender

Länder markerade i grönt anordnade Formel 1 lopp under 2025. Länder markerade i mörkgrått har tidigare anordnat Formel 1 lopp

2025 års tävlingskalender kommer att bestå av 24 stycken Grand Prix, likt föregående säsong. Sprintrace kommer att köras i Kina, Miami, Belgien, USA, Brasilien och Qatar.
| Nr      | Grand Prix                 | Bana                                                  | Datum        |
| ------- | -------------------------- | ----------------------------------------------------- | ------------ |
| 1       | Australiens Grand Prix     | Albert Park Circuit, Melbourne                        | 16 mars      |
| 2       | Kinas Grand Prix           | Shanghai International Circuit, Shanghai              | 23 mars      |
| 3       | Japans Grand Prix          | Suzuka International Racing Course, Suzuka            | 6 april      |
| 4       | Bahrains Grand Prix        | Bahrain International Circuit, Sakhir                 | 13 april     |
| 5       | Saudiarabiens Grand Prix   | Jeddah Corniche Circuit, Jidda                        | 20 april     |
| 6       | Miamis Grand Prix          | Miami International Autodrome, Miami Gardens, Florida | 4 maj        |
| 7       | Emilia-Romagnas Grand Prix | Autodromo Enzo e Dino Ferrari, Imola                  | 18 maj       |
| 8       | Monacos Grand Prix         | Circuit de Monaco, Monte Carlo                        | 25 maj       |
| 9       | Spaniens Grand Prix        | Circuit de Barcelona-Catalunya, Montmeló              | 1 juni       |
| 10      | Kanadas Grand Prix         | Circuit Gilles Villeneuve, Montréal                   | 15 juni      |
| 11      | Österrikes Grand Prix      | Red Bull Ring, Steiermark                             | 29 juni      |
| 12      | Storbritanniens Grand Prix | Silverstone Circuit, Silverstone                      | 6 juli       |
| 13      | Belgiens Grand Prix        | Circuit de Spa-Francorchamps, Stavelot                | 27 juli      |
| 14      | Ungerns Grand Prix         | Hungaroring, Mogyoród                                 | 3 augusti    |
| 15      | Nederländernas Grand Prix  | Circuit Zandvoort, Zandvoort                          | 31 augusti   |
| 16      | Italiens Grand Prix        | Autodromo Nazionale Monza, Monza                      | 7 september  |
| 17      | Azerbajdzjans Grand Prix   | Baku City Circuit, Baku                               | 21 september |
| 18      | Singapores Grand Prix      | Marina Bay Street Circuit, Singapore                  | 5 oktober    |
| 19      | USA:s Grand Prix           | Circuit of the Americas, Austin, Texas                | 19 oktober   |
| 20      | Mexikos Grand Prix         | Autódromo Hermanos Rodríguez, Mexico City             | 26 oktober   |
| 21      | Brasiliens Grand Prix      | Autódromo José Carlos Pace, São Paulo                 | 9 november   |
| 22      | Las Vegas Grand Prix       | Las Vegas Strip Circuit, Paradise, Nevada             | 22 november  |
| 23      | Qatars Grand Prix          | Lusail International Circuit, Lusail                  | 30 november  |
| 24      | Abu Dhabis Grand Prix      | Yas Marina Circuit, Abu Dhabi                         | 7 december   |
| Source: |                            |                                                       |              |

### Kalenderändringar
Australiens Grand Prix kommer att köras som första loppet under säsongen 2025, vilket blir första gången sedan 2019. Under de tre senaste säsongerna var loppet det tredje att köras, efter Bahrain och Saudiarabiens Grands Prix. De två loppen kommer under säsongen att flyttas, för att inte kollidera med Ramadan. Rysslands Grand Prix som hade kontrakterats att köras under 2025, ströks då loppet fick sitt kontrakt avslutat som svar på den ryska invasionen av Ukraina 2022.

## Säsongssummering

### Invigning
För första gången i sportens historia deltog alla team i en gemensam säsongsinvigning vid O2 Arena i London den 18 februari 2025, där de avtäckte sina bilar för säsongen.

### Försäsong
Försäsongstest kördes på Bahrain International Circuit i Sakhir mellan 26 och 28 februari.

## Resultat

### Grand Prix
|        | Grand Prix                 | Pole position   | Snabbaste varv | Segrande förare | Segrande konstruktör | Rapport |
| ------ | -------------------------- | --------------- | -------------- | --------------- | -------------------- | ------- |
| 1      | Australiens Grand Prix     | Lando Norris    | Lando Norris   | Lando Norris    | McLaren              | Rapport |
| 2      | Kinas Grand Prix           | Oscar Piastri   | Lando Norris   | Oscar Piastri   | McLaren              | Rapport |
| 3      | Japans Grand Prix          | Max Verstappen  | Kimi Antonelli | Max Verstappen  | Red Bull             | Rapport |
| 4      | Bahrains Grand Prix        | Oscar Piastri   | Oscar Piastri  | Oscar Piastri   | McLaren              | Rapport |
| 5      | Saudiarabiens Grand Prix   | Max Verstappen  | Lando Norris   | Oscar Piastri   | McLaren              | Rapport |
| 6      | Miamis Grand Prix          | Max Verstappen  | Lando Norris   | Oscar Piastri   | McLaren              | Rapport |
| 7      | Emilia-Romagnas Grand Prix | Oscar Piastri   | Max Verstappen | Max Verstappen  | Red Bull             | Rapport |
| 8      | Monacos Grand Prix         | Lando Norris    | Lando Norris   | Lando Norris    | McLaren              | Rapport |
| 9      | Spaniens Grand Prix        | Oscar Piastri   | Oscar Piastri  | Oscar Piastri   | McLaren              | Rapport |
| 10     | Kanadas Grand Prix         | George Russell  | George Russell | George Russell  | Mercedes             | Rapport |
| 11     | Österrikes Grand Prix      | Lando Norris    | Oscar Piastri  | Lando Norris    | McLaren              | Rapport |
| 12     | Storbritanniens Grand Prix | Max Verstappen  | Oscar Piastri  | Lando Norris    | McLaren              | Rapport |
| 13     | Belgiens Grand Prix        | Lando Norris    | Kimi Antonelli | Oscar Piastri   | McLaren              | Rapport |
| 14     | Ungerns Grand Prix         | Charles Leclerc | George Russell | Lando Norris    | McLaren              | Rapport |
| 15     | Nederländernas Grand Prix  |                 |                |                 |                      | Rapport |
| 16     | Italiens Grand Prix        |                 |                |                 |                      | Rapport |
| 17     | Azerbajdzjans Grand Prix   |                 |                |                 |                      | Rapport |
| 18     | Singapores Grand Prix      |                 |                |                 |                      | Rapport |
| 19     | USA:s Grand Prix           |                 |                |                 |                      | Rapport |
| 20     | Mexikos Grand Prix         |                 |                |                 |                      | Rapport |
| 21     | Brasiliens Grand Prix      |                 |                |                 |                      | Rapport |
| 22     | Las Vegas Grand Prix       |                 |                |                 |                      | Rapport |
| 23     | Qatars Grand Prix          |                 |                |                 |                      | Rapport |
| 24     | Abu Dhabis Grand Prix      |                 |                |                 |                      | Rapport |
| Källa: |                            |                 |                |                 |                      |         |

### Poängsystem
De tio främst placerade förarna i respektive Grand Prix tilldelas poäng i en fallande ordning enligt nedan. 
Även de åtta främst placerade förarna i respektive Sprint tilldelas poäng i en fallande ordning.
| Poäng (Grand Prix) | 25 | 18 | 15 | 12 | 10 | 8 | 6 | 4 | 2 | 1 |  |  |  |  |  |  |
| Poäng (Sprint)     | 8  | 7  | 6  | 5  | 4  | 3 | 2 | 1 |   |   |  |  |  |  |  |  |

### Förarmästerskapet
| Pos.     | Förare              | AUS | CHN  | JAP | BAH | SAU | MIA | EMI | MON | SPA | KAN | ÖST | STO | BEL | UNG | NED | ITA | AZE | SIN | USA | MEX | BRA | LAS | QAT | ABU | Poäng |
| -------- | ------------------- | --- | ---- | --- | --- | --- | --- | --- | --- | --- | --- | --- | --- | --- | --- | --- | --- | --- | --- | --- | --- | --- | --- | --- | --- | ----- |
| 1        | Oscar Piastri       | 9   | 12P  | 3   | 1FP | 1   | 12  | 3P  | 3   | 1FP | 4   | 2F  | 2F  | 12  | 2   |     |     |     |     |     |     |     |     |     |     | 284   |
| 2        | Lando Norris        | 1FP | 28F  | 2   | 3   | 4F  | 21  | 2   | 1FP | 2   | 18† | 1P  | 1   | 23P | 1   |     |     |     |     |     |     |     |     |     |     | 275   |
| 3        | Max Verstappen      | 2   | 43   | 1P  | 6   | 2P  | 4P  | 1F  | 4   | 10  | 2   | DNF | 5P  | 41  | 9   |     |     |     |     |     |     |     |     |     |     | 187   |
| 4        | George Russell      | 3   | 34   | 5   | 2   | 5   | 34  | 7   | 11  | 4   | 1FP | 5   | 10  | 5   | 3F  |     |     |     |     |     |     |     |     |     |     | 172   |
| 5        | Charles Leclerc     | 8   | DSQ5 | 4   | 4   | 3   | 7   | 6   | 2   | 3   | 5   | 3   | 14  | 34  | 4P  |     |     |     |     |     |     |     |     |     |     | 151   |
| 6        | Lewis Hamilton      | 10  | DSQ1 | 7   | 5   | 7   | 83  | 4   | 5   | 6   | 6   | 4   | 4   | 7   | 12  |     |     |     |     |     |     |     |     |     |     | 109   |
| 7        | Kimi Antonelli R    | 4   | 67   | 6F  | 11  | 6   | 67  | DNF | 18  | DNF | 3   | DNF | DNF | 16F | 10  |     |     |     |     |     |     |     |     |     |     | 64    |
| 8        | Alexander Albon     | 5   | 7    | 9   | 12  | 9   | 5   | 5   | 9   | DNF | DNF | DNF | 8   | 6   | 15  |     |     |     |     |     |     |     |     |     |     | 54    |
| 9        | Nico Hülkenberg     | 7   | 15   | 16  | DSQ | 15  | 14  | 12  | 16  | 5   | 8   | 9   | 3   | 12  | 13  |     |     |     |     |     |     |     |     |     |     | 37    |
| 10       | Esteban Ocon        | 13  | 5    | 18  | 8   | 14  | 12  | DNF | 7   | 16  | 9   | 10  | 13  | 155 | 16  |     |     |     |     |     |     |     |     |     |     | 27    |
| 11       | Fernando Alonso     | DNF | DNF  | 11  | 15  | 11  | 15  | 11  | DNF | 9   | 7   | 7   | 9   | 17  | 5   |     |     |     |     |     |     |     |     |     |     | 26    |
| 12       | Lance Stroll        | 6   | 9    | 20  | 17  | 16  | 165 | 15  | 15  | WD  | 17  | 14  | 7   | 14  | 7   |     |     |     |     |     |     |     |     |     |     | 26    |
| 13       | Isack Hadjar R      | DNS | 11   | 8   | 13  | 10  | 11  | 9   | 6   | 7   | 16  | 12  | DNF | 208 | 11  |     |     |     |     |     |     |     |     |     |     | 22    |
| 14       | Pierre Gasly        | 11  | DSQ  | 13  | 7   | DNF | 138 | 13  | DNF | 8   | 15  | 13  | 6   | 10  | 19  |     |     |     |     |     |     |     |     |     |     | 20    |
| 15       | Liam Lawson R       | DNF | 12   | 17  | 16  | 12  | DNF | 14  | 8   | 11  | DNF | 6   | DNF | 8   | 8   |     |     |     |     |     |     |     |     |     |     | 20    |
| 16       | Carlos Sainz, Jr.   | DNF | 10   | 14  | DNF | 8   | 9   | 8   | 10  | 14  | 10  | DNS | 12  | 186 | 14  |     |     |     |     |     |     |     |     |     |     | 16    |
| 17       | Gabriel Bortoleto R | DNF | 14   | 19  | 18  | 18  | DNF | 18  | 14  | 12  | 14  | 8   | DNF | 9   | 6   |     |     |     |     |     |     |     |     |     |     | 14    |
| 18       | Yuki Tsunoda        | 12  | 166  | 12  | 9   | DNF | 106 | 10  | 17  | 13  | 12  | 16  | 15  | 13  | 17  |     |     |     |     |     |     |     |     |     |     | 10    |
| 19       | Oliver Bearman R    | 14  | 8    | 10  | 10  | 13  | DNF | 17  | 12  | 17  | 11  | 11  | 11  | 117 | DNF |     |     |     |     |     |     |     |     |     |     | 8     |
| 20       | Franco Colapinto R  |     |      |     |     |     |     | 16  | 13  | 15  | 13  | 15  | DNS | 19  | 18  |     |     |     |     |     |     |     |     |     |     | 0     |
| 21       | Jack Doohan R       | DNF | 13   | 15  | 14  | 17  | DNF |     |     |     |     |     |     |     |     |     |     |     |     |     |     |     |     |     |     | 0     |
| Position | Förare              | AUS | CHN  | JAP | BAH | SAU | MIA | EMI | MON | SPA | KAN | ÖST | STO | BEL | UNG | NED | ITA | AZE | SIN | USA | MEX | BRA | LAS | QAT | ABU | Poäng |

| Färg    | Resultat                   |
| ------- | -------------------------- |
| Guld    | Vinnare                    |
| Silver  | Andraplats                 |
| Brons   | Tredjeplats                |
| Grön    | Top 5                      |
| Ljusblå | Top 10                     |
| Mörkblå | Annan flaggad position     |
| Rosa    | Bröt loppet (DNF)          |
| Svart   | Diskvalificerad (DSQ)      |
| Vit     | Startade inte loppet (DNS) |
| Vit     | Loppet inställt (C)        |
| Blank   | Deltog ej på träning (DNP) |
| Blank   | Exkluderad (EX)            |
| Blank   | Ankom ej (DNA)             |
| Blank   | Drog tillbaka anmälan (WD) |
| Blank   | Tävlade inte (tom)         |

| Notering          |                                    |
| P                 | Pole position i kvalet             |
| F                 | Snabbaste varv i loppet            |
| Siffra i exponent | Poänggivande position i sprintkval |
| R                 | Rookie i Formel 1                  |

- † – Föraren körde inte färdigt loppet men blev ändå klassificerad eftersom han körde färdigt mer än 90% av racedistansen.

### Konstruktörsmästerskapet
| Position | Stall                 | AUS | CHN  | JAP | BAH | SAU | MIA | EMI | MON | SPA | KAN | ÖST | STO | BEL | UNG | NED | ITA | AZE | SIN | USA | MEX | BRA | LAS | QAT | ABU | Poäng |
| -------- | --------------------- | --- | ---- | --- | --- | --- | --- | --- | --- | --- | --- | --- | --- | --- | --- | --- | --- | --- | --- | --- | --- | --- | --- | --- | --- | ----- |
| 1        | McLaren-Mercedes      | 1FP | 28F  | 2   | 3   | 4F  | 21  | 2   | 1FP | 2   | 18† | 1P  | 1   | 23P | 1   |     |     |     |     |     |     |     |     |     |     | 559   |
| 1        | McLaren-Mercedes      | 9   | 12P  | 3   | 1FP | 1   | 12  | 3P  | 3   | 1FP | 4   | 2F  | 2F  | 12  | 2   |     |     |     |     |     |     |     |     |     |     | 559   |
| 2        | Ferrari               | 8   | DSQ5 | 4   | 4   | 3   | 7   | 6   | 2   | 3   | 5   | 3   | 14  | 34  | 4P  |     |     |     |     |     |     |     |     |     |     | 260   |
| 2        | Ferrari               | 10  | DSQ1 | 7   | 5   | 7   | 83  | 4   | 5   | 6   | 6   | 4   | 4   | 7   | 12  |     |     |     |     |     |     |     |     |     |     | 260   |
| 3        | Mercedes              | 4   | 67   | 6F  | 11  | 6   | 67  | DNF | 18  | DNF | 3   | DNF | DNF | 16F | 10  |     |     |     |     |     |     |     |     |     |     | 236   |
| 3        | Mercedes              | 3   | 34   | 5   | 2   | 5   | 34  | 7   | 11  | 4   | 1FP | 5   | 10  | 5   | 3F  |     |     |     |     |     |     |     |     |     |     | 236   |
| 4        | Red Bull Racing-RBPT  | 2   | 43   | 1P  | 6   | 2P  | 4P  | 1F  | 4   | 10  | 2   | DNF | 5P  | 41  | 9   |     |     |     |     |     |     |     |     |     |     | 194   |
| 4        | Red Bull Racing-RBPT  | DNF | 12   | 12  | 9   | DNF | 106 | 10  | 17  | 13  | 12  | 16  | 15  | 13  | 17  |     |     |     |     |     |     |     |     |     |     | 194   |
| 5        | Williams-Mercedes     | 5   | 7    | 9   | 12  | 9   | 5   | 5   | 9   | DNF | DNF | DNF | 8   | 6   | 15  |     |     |     |     |     |     |     |     |     |     | 70    |
| 5        | Williams-Mercedes     | DNF | 10   | 14  | DNF | 8   | 9   | 8   | 10  | 14  | 10  | DNS | 12  | 186 | 14  |     |     |     |     |     |     |     |     |     |     | 70    |
| 6        | Aston Martin-Mercedes | DNF | DNF  | 11  | 15  | 11  | 15  | 11  | DNF | 9   | 7   | 7   | 9   | 17  | 5   |     |     |     |     |     |     |     |     |     |     | 52    |
| 6        | Aston Martin-Mercedes | 6   | 9    | 20  | 17  | 16  | 165 | 15  | 15  | WD  | 17  | 14  | 7   | 14  | 7   |     |     |     |     |     |     |     |     |     |     | 52    |
| 7        | Kick Sauber-Ferrari   | 7   | 15   | 16  | DSQ | 15  | 14  | 12  | 16  | 5   | 8   | 9   | 3   | 12  | 13  |     |     |     |     |     |     |     |     |     |     | 51    |
| 7        | Kick Sauber-Ferrari   | DNF | 14   | 19  | 18  | 18  | DNF | 18  | 14  | 12  | 14  | 8   | DNF | 9   | 6   |     |     |     |     |     |     |     |     |     |     | 51    |
| 8        | Racing Bulls-RBPT     | 12  | 166  | 17  | 16  | 12  | DNF | 14  | 8   | 11  | DNF | 6   | DNF | 8   | 8   |     |     |     |     |     |     |     |     |     |     | 45    |
| 8        | Racing Bulls-RBPT     | DNS | 11   | 8   | 13  | 10  | 11  | 9   | 6   | 7   | 16  | 12  | DNF | 208 | 11  |     |     |     |     |     |     |     |     |     |     | 45    |
| 9        | Haas-Ferrari          | 13  | 5    | 18  | 8   | 14  | 12  | DNF | 7   | 16  | 9   | 10  | 13  | 155 | 16  |     |     |     |     |     |     |     |     |     |     | 35    |
| 9        | Haas-Ferrari          | 14  | 8    | 10  | 10  | 13  | DNF | 17  | 12  | 17  | 11  | 11  | 11  | 117 | DNF |     |     |     |     |     |     |     |     |     |     | 35    |
| 10       | Alpine                | 11  | DSQ  | 13  | 7   | DNF | 138 | 13  | DNF | 8   | 15  | 13  | 6   | 10  | 19  |     |     |     |     |     |     |     |     |     |     | 20    |
| 10       | Alpine                | DNF | 13   | 15  | 14  | 17  | DNF | 16  | 13  | 15  | 13  | 15  | DNS | 19  | 18  |     |     |     |     |     |     |     |     |     |     | 20    |
| Position | Stall                 | AUS | CHN  | JAP | BAH | SAU | MIA | EMI | MON | SPA | KAN | ÖST | STO | BEL | UNG | NED | ITA | AZE | SIN | USA | MEX | BRA | LAS | QAT | ABU | Poäng |

| Färg    | Resultat                   |
| ------- | -------------------------- |
| Guld    | Vinnare                    |
| Silver  | Andraplats                 |
| Brons   | Tredjeplats                |
| Grön    | Top 5                      |
| Ljusblå | Top 10                     |
| Mörkblå | Annan flaggad position     |
| Rosa    | Bröt loppet (DNF)          |
| Svart   | Diskvalificerad (DSQ)      |
| Vit     | Startade inte loppet (DNS) |
| Vit     | Loppet inställt (C)        |
| Blank   | Deltog ej på träning (DNP) |
| Blank   | Exkluderad (EX)            |
| Blank   | Ankom ej (DNA)             |
| Blank   | Drog tillbaka anmälan (WD) |
| Blank   | Tävlade inte (tom)         |

| Notering          |                                    |
| P                 | Pole position i kvalet             |
| F                 | Snabbaste varv i loppet            |
| Siffra i exponent | Poänggivande position i sprintkval |
| R                 | Rookie i Formel 1                  |